# Pseudogalepsus modestus
Pseudogalepsus modestus är en bönsyrseart som beskrevs av Gerstaecker 1869. Pseudogalepsus modestus ingår i släktet Pseudogalepsus och familjen Tarachodidae. Inga underarter finns listade i Catalogue of Life.